# Jani Lakanen

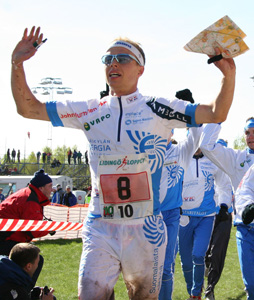
Jani Lakanen

Jani Ensio Lakanen (11 december 1976) is een Finse oriëntatieloper.
Bij het Wereldkampioenschap oriëntatielopen 2006 in Aarhus won hij de lange afstand voor de Zwitser Marc Lauenstein en de Rus Andrey Khramov. Met het estafetteteam werd Lakanen tweede achter Rusland en voor Zweden. Na de overwinning van Kari Sallinen tijdens het Wereldkampioenschap oriëntatielopen in 1985 in Australië moesten de Finse mannen 21 jaar wachten, tot ze weer een individuele gouden medaille wonnen.
Jani Lakanen werd daarnaast ook Europees kampioen in 2006.

## Resultaten
Wereldkampioenschap oriëntatielopen
- Gouden medailles:
  - 2001 - estafette - Tampere, Finland
  - 2006 - lange afstand - Aarhus, Denemarken
- Zilveren medailles:
  - 1999 - estafette - Inverness, Verenigd Koninkrijk
  - 2001 - lange afstand - Tampere, Finland
  - 2003 - estafette - Rapperswil-Jona, Zwitserland
  - 2006 - estafette - Aarhus, Denemarken
- Bronzen medailles:
  - 2005 - sprint - Aichi, Japan

Europees kampioenschap oriëntatielopen
- Gouden medailles:
  - 2006 - lange afstand - Otepää, Estland